# Larentia obscurior
Larentia obscurior är en fjärilsart som beskrevs av Leo Schwingenschuss 1953. Larentia obscurior ingår i släktet Larentia och familjen mätare. Inga underarter finns listade i Catalogue of Life.